# Come as You Are: The Story of Nirvana
Come As You Are: The Story of Nirvana (укр. Приходь таким, яким ти є: Історія «Нірвани») — офіційна біографія рок-гурту Nirvana, яку написав Майкл Езеррад і яка вийшла 1993 року.

## Історія написання
Ідея створення офіційної біографії Nirvana виникла у музикантів та менеджерів в 1992 році, після декількох скандалів, пов'язаних із рок-гуртом. По-перше, фронтмен Курт Кобейн та його дружина Кортні Лав телефоном погрожували журналістам Брітту Коллінзу та Вікторії Кларк, які збирались написати таку книгу самостійно. Про це стало відомо в пресі й Курт Кобейн отримав судовий позов від письменників. Більш того, коли Кортні Лав була вагітна, в журналі Vanity Fair вийшла стаття, в якій розповідалось про вживання героїну майбутніми батьками. Через це у подружжя Кобейнів відібрали новонароджену дитину та призначили опікунство.
Одним з кандидатів, кому запропонували написати книгу про гурт, стала Джина Арнольд, журналістка та колумністка, відома співпрацею з Spin, EW, Rolling Stone та іншими виданнями. Арнольд відмовилась, і замість цього написала книгу Route 666: On the Road to Nirvana, в якій розповідалось про становлення гранджового руху в цілому. Тоді Кобейни звернулись до журналіста Майкла Азеррада, який брав у Курта інтерв'ю для Rolling Stone на початку 1992 року. Як потім згадував Азеррад, Курт пообіцяв дати можливість поспілкуватись з потрібними людьми: «Просто розкажи правду. Це буде краще, аніж будь-що, вже написане про мене».
Робота над книгою розпочалась наприкінці 1992 року та тривала шість місяців. Азеррад час від часу прилітав з Нью-Йорку до Сіетлу, щоб провести інтерв'ю, а потім повертався і занотовував результати. Всього на плівки було записано близько 25 годин аудіоінтерв'ю. Вихід книги мав збігатися з релізом третього студійного альбому Nirvana In Utero, призначеним на вересень 1993 року. Перед публікацією видавництво вирішило дозволити Кобейну ознайомитись з текстом за умови, що той нічого не буде змінювати. Азеррад зняв кімнату в готелі в Сіетлі та запросив туди Кобейна. Протягом трьох ночей музикант читав книгу, час від часу робивши зауваження щодо певних фактів. Коли він закінчив, то сказав Азерраду: «Це найкраща рок-книга, яку я коли-небудь читав».

## Вихід книги
Книга вийшла в 1993 році, отримавши свою назву від однієї з найвідоміших пісень гурту. На сайті Entertainment Weekly вона отримала найвищу оцінку — «A». Тім Аппело зауважив, що зображений Азеррадом світ альтернативного року виявився «страшенно аморальним, в певному сенсі дебільним, люто пуританським і — часом — шалено веселим». Оглядач також звернув увагу, що книга допомогла зрозуміти дивні тексти Nirvana, а також незбагненні звички її фронтмента, на кшталт розбивання гітар та барабанних установок під час концертів. 
В тижневику People зауважили, що читачеві було б цікавіше більше дізнатись про Кортні, і менше про роботу Nirvana в студії, але попри це книга стала «захопливим дослідженням» Кобейна та всіх, хто входив в його оточення. Після того, як на початку 1994 року Кобейн впав в кому після «передозування шампанського та транквілізаторів», редактори розглядали Come As You Are також як хроніку його наркотичної залежності, що ледь не перетворилась на некролог.

## Після смерті Кобейна
У квітні 1994 року Курт Кобейн скоїв самогубство. Продажі книги через це неймовірно зросли, проте Азеррад був засмучений: «Наступні декілька років в мене була шалена депресія, і я не міг нормально працювати». 
У 2006 році на кінофестивалі в Торонто показали документальний фільм «Курт Кобейн: Про сина», присвячений Курту Кобейну, який містив фрагменти аудіозаписів інтерв'ю музиканта Азерраду. 2008 року фільм вийшов на DVD.
У 2010 роки Майкл  Азеррад почав замислюватись над створенням анотованої версії книги, звернувши увагу на деякі речі, що раніше були непоміченими. Зокрема, він наголошував, що нічого не знав про історію самогубств в сім'ї Кобейнів. Азеррад згадував, що багато людей питало в нього про причини смерті Кобейна. Попри контроверсійність багатьох версій, сам він вважав, що це стало наслідком шаленої популярності співака, пов'язаного з цим тиску та наркотичної залежності Кобейна.